# Вишгород
Вишгород (укр. Вишгород) град је Украјини у Кијевској области. Према процени из 2023. у граду је живело 33.000 становника.

## Становништво
Према процени, у граду је 2012. живело 26.198 становника.
| 1979.  | 1989.  | 2001.  | 2012.  |
| ------ | ------ | ------ | ------ |
| 13.969 | 20.628 | 22.933 | 26.198 |

## Партнерски градови
- Делчево
- Ајхенау
- Белгород